# Linea Tōkyū Setagaya
La linea Tōkyū Setagaya (東急世田谷線?, Tōkyū Setagaya-sen) è una linea metrotranviaria situata nel quartiere di Setagaya a ovest di Tokyo. Assieme alla Tranvia Toden Arakawa è rimasta l'ultima metrotranvia di Tokyo.

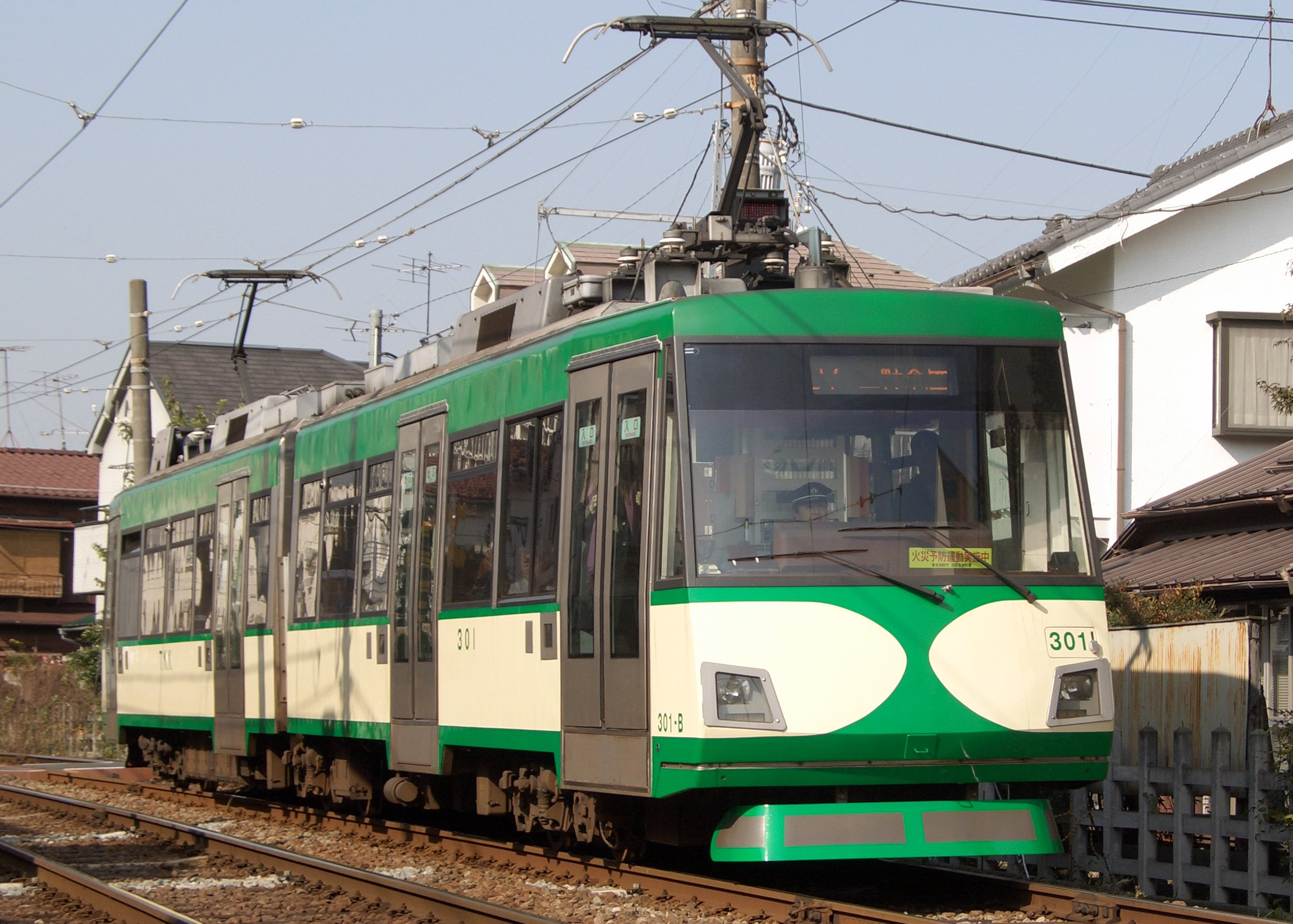
Un convoglio della linea

## Storia
L'attuale tratta della linea Setagaya risale al 18 gennaio 1925, quando fu inaugurato il collegamento tra le stazioni di Sangenjaya e Setagaya come ramo della linea Shimotakaido della Tamagawa Electric Railway (Tamaden). Successivamente, il 1° maggio dello stesso anno, venne aperto anche il tratto tra Setagaya e Shimo-Takaido. Nel 1938, la Tamagawa Electric Railway fu assorbita dalla Tokyo Yokohama Electric Railway (oggi Tokyu Corporation), e la linea prese il nome di Tamagawa Line, per cui ancora oggi è talvolta chiamata “Tamaden.”
Nel 1969, la sezione tra Shibuya e Futako-Tamagawa venne chiusa, e il tratto rimanente fu rinominato Setagaya Line. Il suo percorso fu preservato in gran parte grazie all’assenza di una strada parallela adeguata. Nello stesso anno, per rimediare alla perdita del deposito di Ohashi, fu costruito un nuovo deposito vicino alla stazione di Kamimachi. Con la chiusura della Tamagawa Line, fino al 1977 la Setagaya Line rimase isolata senza connessioni con altre linee Tokyu.
Dal 1999, per migliorare l’accessibilità, sono stati introdotti i treni a pavimento ribassato della serie 300, accompagnati dal rialzamento delle piattaforme. Nel 2019, la linea è diventata la prima in Giappone a operare con elettricità al 100% da fonti rinnovabili, riducendo le emissioni di CO₂ a zero.

## Caratteristiche
La linea tranviaria si sviluppa completamente su una sede indipendente, senza sezioni condivise con il traffico stradale. Si estende per circa 5 km e conta 10 stazioni, tutte a meno di 1 km di distanza tra loro. Percorrere l’intera linea richiede circa 18 minuti.
La linea collega tre principali ferrovie private che si dirigono verso il centro di Tokyo: la linea Keio alla stazione Shimo-Takaido, la linea Odakyu alla stazione Gotokuji e la linea Tokyu Den-en-toshi alla stazione Sangenjaya. È l'unica linea ferroviaria Tokyu che non interseca né si collega con le linee JR, incluse le ex linee statali.
Una particolarità si trova tra le stazioni di Nishi-Taishido e Wakabayashi, dove il passaggio a livello di Wakabayashi interseca la trafficata Kan-nana Street. Qui, invece di interrompere il traffico stradale al passaggio del treno, il segnale ferroviario attende il semaforo stradale, permettendo al treno di fermarsi in attesa che il semaforo cambi. Questo tipo di passaggio a livello è classificato come "Tipo 4" e non dispone di barriere o allarmi tipici, ma solo di segnali stradali.

## Treni

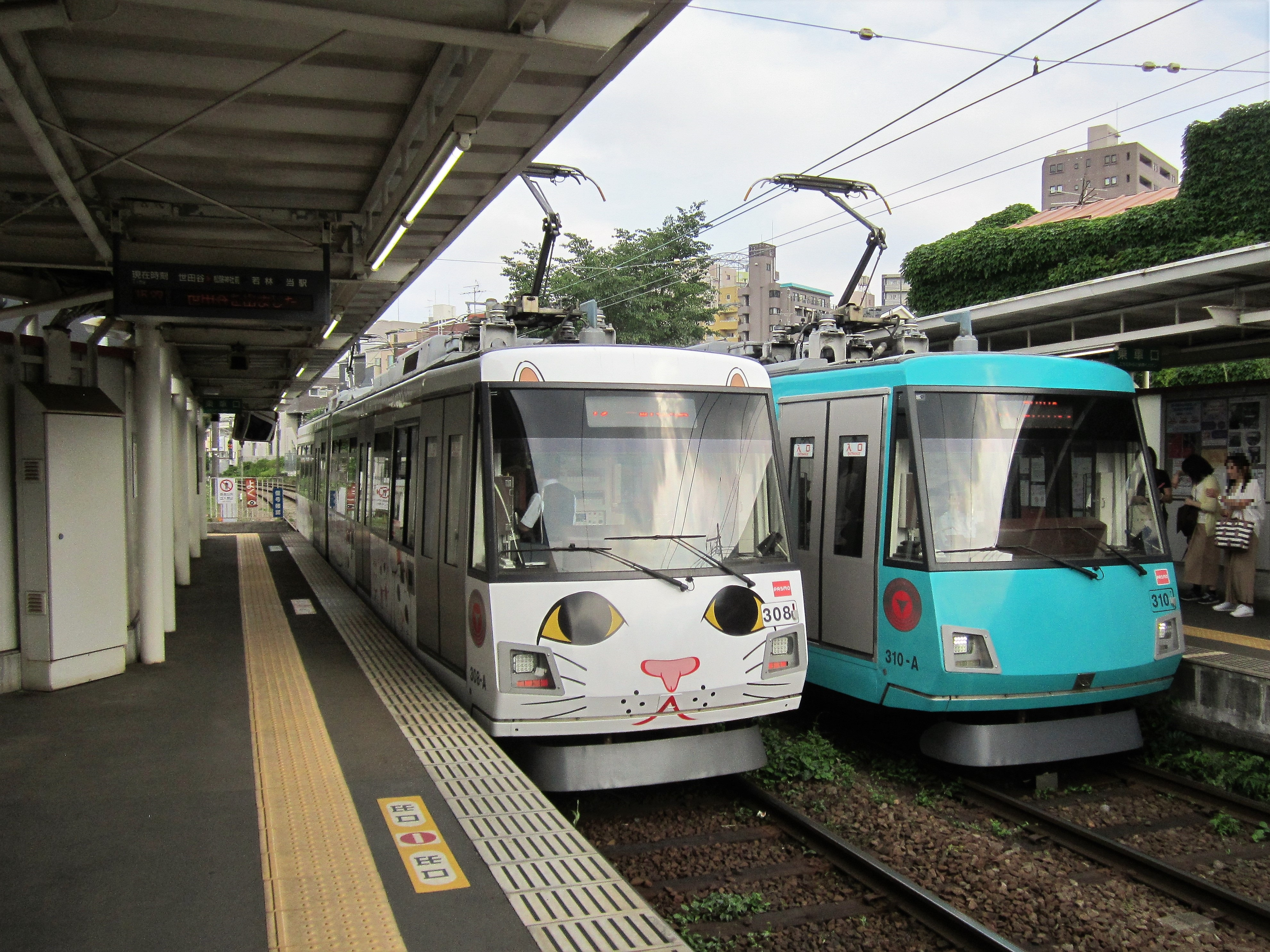
Uno dei treni speciali

Attualmente, la linea Setagaya utilizza dieci treni della serie 300, ciascuno composto da due vagoni. Questi treni, introdotti nel 2001, hanno sostituito i modelli precedenti, che avevano pavimenti in legno e una struttura tipica dei tram storici. Alcuni componenti, come i carrelli dei vecchi treni, sono stati riutilizzati nei nuovi convogli della serie 300, e un vecchio vagone è conservato presso la stazione di Miyanosaka.
Le carrozze della serie 300 sono caratterizzate da colori vivaci e distinti per ogni treno, con una gamma che include verde e crema (colore tradizionale della linea Tamagawa), rosso, blu e giallo. Le carrozze sono spesso decorate con adesivi pubblicitari o tematici. Ad esempio, dal 1999 al 2005, un treno presentava personaggi di Sazae-san con slogan di comportamento civile. Inoltre, molti treni sono stati rivestiti con pubblicità di bevande e altri prodotti.
Per celebrare i 110 anni della Tamagawa Electric Railway nel 2017, un treno speciale con decorazioni di maneki-neko (gatti portafortuna) è stato introdotto, e un'edizione simile è stata riproposta nel 2019 per il 50º anniversario della Setagaya Line.

## Percorso
| Stazione       | Giapponese | Distanza da Sangen-Jaya | Collegamenti             | Luogo           |
| -------------- | ---------- | ----------------------- | ------------------------ | --------------- |
| Sangen-Jaya    | 三軒茶屋   | 0,0                     | Linea Tōkyū Den-en-toshi | Setagaya, Tokyo |
| Nishi-Taishidō | 西太子堂   | 0,3                     |                          | Setagaya, Tokyo |
| Wakabayashi    | 若林       | 0,9                     |                          | Setagaya, Tokyo |
| Shōin-Jinjamae | 松陰神社前 | 1,4                     |                          | Setagaya, Tokyo |
| Setagaya       | 世田谷     | 1,8                     |                          | Setagaya, Tokyo |
| Kamimachi      | 上町       | 2,2                     |                          | Setagaya, Tokyo |
| Miyanosaka     | 宮の坂     | 2,7                     |                          | Setagaya, Tokyo |
| Yamashita      | 山下       | 3,4                     | Linea Odakyū Odawara     | Setagaya, Tokyo |
| Matsubara      | 松原       | 4,2                     |                          | Setagaya, Tokyo |
| Shimo-Takaido  | 下高井戸   | 5,0                     | Linea Keiō               | Setagaya, Tokyo |